# Поликанов, Герасим Павлович
Герасим Павлович Поликанов (23 февраля 1907, село Афанасово, Калужская губерния — 2 января 1972, Щёлково, Московская область) — помощник командира взвода 960-го стрелкового полка 299-й стрелковой дивизии 53-й армии Степного фронта, старший сержант, Герой Советского Союза.

## Биография
Герасим Павлович Поликанов родился 23 февраля 1907 года в селе Афанасово (ныне — Ульяновского района Калужской области) в русской крестьянской семье. Окончил начальную школу, работал в колхозе, затем рабочим на фабрике. В 1941 году призван в ряды Красной Армии. С июля 1941 года на фронтах Великой Отечественной войны. 21 июля 1943 года награждён медалью «За боевые заслуги».
В бою 15 августа 1943 года помощник командира взвода 960-го стрелкового полка 299-й стрелковой дивизии 53-й армии Степного фронта старший сержант Герасим Поликанов во главе вверенного ему взвода скрытно выдвинулся к высоте возле посёлка городского типа Полевая Дергачёвского района Харьковской области УССР, после чего внезапно атаковал гитлеровцев и овладел высотой 201,7. Взвод под командованием Поликанова удержал занятую позицию до подхода подкрепления, а при отражении контратаки Поликанов лично подбил вражеский танк. 20 августа 1943 года был награждён орденом Красной Звезды.
Указом Президиума Верховного Совета СССР от 1 ноября 1943 года за образцовое выполнение боевых заданий командования на фронте борьбы с немецко-фашистским захватчиками и проявленные при этом мужество и героизм старшему сержанту Поликанову Герасиму Павловичу присвоено звание Героя Советского Союза с вручением медали «Золотая Звезда» под № 1327 и ордена Ленина.
В 1944 году окончил курсы младших лейтенантов. 25 мая 1945 года награждён орденом Отечественной войны 2-й степени.
После войны уволен в запас. Работал на Щёлковской шёлкоткацкой фабрике Московской области.
Герасим Павлович Поликанов скончался 2 января 1972 года. Похоронен в Щёлково на Гребенском кладбище.

## Память
На месте боёв вблизи посёлка Полевая установлен памятный знак «Высота Петрищева», на котором выбито имя Поликанова. На здании школы в посёлке Полевая установлена мемориальная доска. В апреле 2013 года Харьковский горсовет принял решение о названии двух улиц именами героев высоты 201,7 — Герасима Поликанова и Владимира Женченко.